# Кларенс
Кларенс (англ. Clarence) — американський мультсеріал, творець якого Скайлер Пейдж. Прем'єра шоу відбулася на Cartoon Network і розповідає щоденні пригоди Кларенса, Джеффа і Сумо. Прем'єра серіалу відбулася 14 квітня 2014 року.

## Сюжет
Шоу фокусується на повсякденному житті Кларенса Вендла, веселого, забарвленого та жвавого хлопчика, та його найкращих друзів: Джефф, який є більш інтелектуальним типом, і Сумо, який часто використовує рішучі заходи у розв'язанні проблем.

## Виробництво
Серію створив письменник Скайлер Пейдж, який раніше працював у серії Час пригод. Пізніше Пейдж був звільнений з Cartoon Network за сексуальні домагання.

## Персонажі

### Головні
- Кларенс — Надмірна вага, екстравертний, оптимістичний, смутний і широкоекранний 10-річний хлопчик, який хоче вивести найкраще у всьому і в усіх.
- Джефф — Джефф — це найрозумніший, наймолодший і морально схильний до тріо.
- Сумо — Сумо безстрашний, непередбачуваний і часто приймає радикальні та грубі заходи у розв'язанні проблем

### Другорядні
- Марі — мати Кларенса. Вона завжди там, щоб підтримати сина незалежно від труднощів.
- Чад — приятель Марії. Він працює на різних непарних роботах і виступає в ролі батька Кларенса.
- Белсон — мешканець-резидент, який, швидше за все, використовує образи і жарти, а не використовує фізичне насильство.

## Сприйняття
Кларенс був спочатку переглянуто у 2013 році в San Diego Comic-Con. Cartoon Network замовила дванадцять квартальних годин. З пілотним епізодом, що виходить після премії Hall of Game Awards 17 лютого 2014 року. Пілот був номінований на премію Еммі.

### Іноземні релізи
Прем'єра «Ми звичайні ведмеді» відбулася по Cartoon Network у Канаді 4 вересня 2014. та Cartoon Network у Великій Британії 3 листопада 2014 року. Серіал дебютував через Cartoon Network на каналах Австралії та Нової Зеландії й у Філіппінах 6 жовтня. Прем'єра на Cartoon Network в Індії відбулася 1 червня 2015. та через Cartoon Network в Африці і на Близькому Сході 24 листопада.

## Відзнаки та номінації
| Рік  | Нагорода                            | Категорія                                                          | Номінація            | Результат |
| ---- | ----------------------------------- | ------------------------------------------------------------------ | -------------------- | --------- |
| 2013 | Primetime Creative Arts Emmy Awards | Видатна короткоформатна анімаційна програма                        | Пілотний епізод      | Номінація |
| 2015 | British Academy Children's Awards   | Міжнародний                                                        | Кларенс              | Номінація |
| 2016 | Annie Awards                        | Найкраще анімаційне телебачення / трансляція для дитячої аудиторії | Епізод "Turtle Hats" | Номінація |